# Cladocerotis optabilis
Cladocerotis optabilis är en fjärilsart som beskrevs av Jean Baptiste Boisduval 1837. Cladocerotis optabilis ingår i släktet Cladocerotis och familjen nattflyn. Inga underarter finns listade i Catalogue of Life.